# Carlos Sainz junior
Carlos Sainz junior, häufig auch nur Carlos Sainz genannt, mit bürgerlichem Namen Carlos Sainz Vázquez de Castro, (* 1. September 1994 in Madrid) ist ein spanischer Automobilrennfahrer. Er ist der Sohn des zweifachen Rallye-Weltmeisters Carlos Sainz senior. Er startete 2013 und 2014 in der Formel Renault 3.5 und entschied 2014 die Meisterschaft für sich. Seit 2015 geht er in der Formel 1 an den Start. Ab der Saison 2025 startet er für das Williams F1 Team.

## Karriere

### Anfänge im Motorsport (2005–2009)
Sainz begann seine Motorsportkarriere 2005 im Kartsport, in dem er bis 2009 aktiv war. Unter anderem wurde er 2008 Vizemeister der spanischen und Meister der asiatisch-pazifischen KF3-Meisterschaft. 2009 wurde er Vizemeister der europäischen sowie spanischen KF3-Meisterschaft und Meister des monegassischen KF3-Kart-Cups.

### Anfänge im Formelsport (2010–2014)

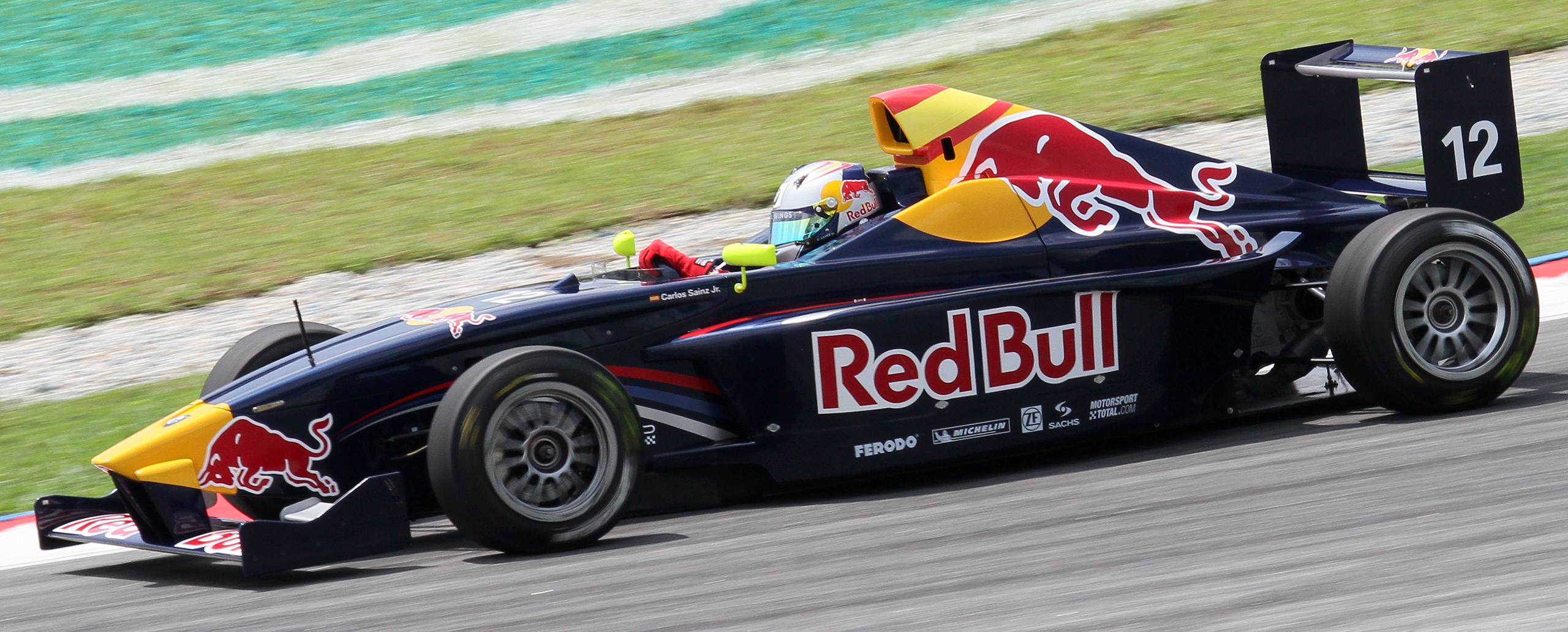
Carlos Sainz junior bei einem Gaststart in der pazifischen Formel BMW 2010

2010 wechselte Sainz in den Formelsport und trat für EuroInternational in der europäischen Formel BMW an. Außerdem wurde er Anfang 2010 in das Förderprogramm von Red Bull aufgenommen. Sainz gewann ein Rennen und belegte als bester Neueinsteiger den vierten Platz in der Fahrerwertung. Darüber hinaus nahm er für EuroInternational als Gaststarter an sechs Rennen der pazifischen Formel BMW teil und entschied zwei davon für sich. Außerdem absolvierte er Gaststarts in der European F3 Open und im Formel Renault 2.0 Eurocup. Nach der Saison nahm er an einigen Rennen der Winterserie der britischen Formel Renault teil und wurde 18. 2011 startete Sainz für Koiranen Bros. Motorsport im Formel Renault 2.0 Eurocup und in der nordeuropäischen Formel Renault. Im Formel Renault 2.0 Eurocup wurde er mit zwei Siegen und 200 Punkten Vizemeister hinter Robin Frijns, der 245 Punkte geholt hatte. In der nordeuropäischen Formel Renault entschied er mit zehn Siegen den Meistertitel im Duell mit seinem Teamkollegen Daniil Kwjat mit 489 zu 441 Punkten für sich. Darüber hinaus nahm er am Macau Grand Prix sowie als Gaststarter an einem Rennwochenende der Formel-3-Euroserie teil.
2012 ging Sainz für Carlin in der britischen Formel-3-Meisterschaft und der Formel-3-Euroserie an den Start. Darüber hinaus war er in der europäischen Formel-3-Meisterschaft, zu der Läufe der britischen Formel 3 sowie der Euroserie zählten, wertungsberechtigt. Sainz gewann ein Rennen, das zur europäischen Formel 3 zählte und erreichte in dieser Wertung den fünften Platz. Damit setzte er sich hier gegen seinen Teamkollegen William Buller, der Sechster wurde, durch. In der Formel-3-Euroserie blieb Sainz mit zwei zweiten Plätzen als beste Ergebnisse ohne Sieg und wurde Gesamtneunter. In der Euroserie unterlag Sainz Buller, der den fünften Platz belegte. In der britischen Formel 3 gewann Sainz fünf Rennen und wurde Sechster der Fahrerwertung, während seine Teamkollegen Jack Harvey und Jazeman Jaafar die ersten zwei Positionen erreicht hatten.

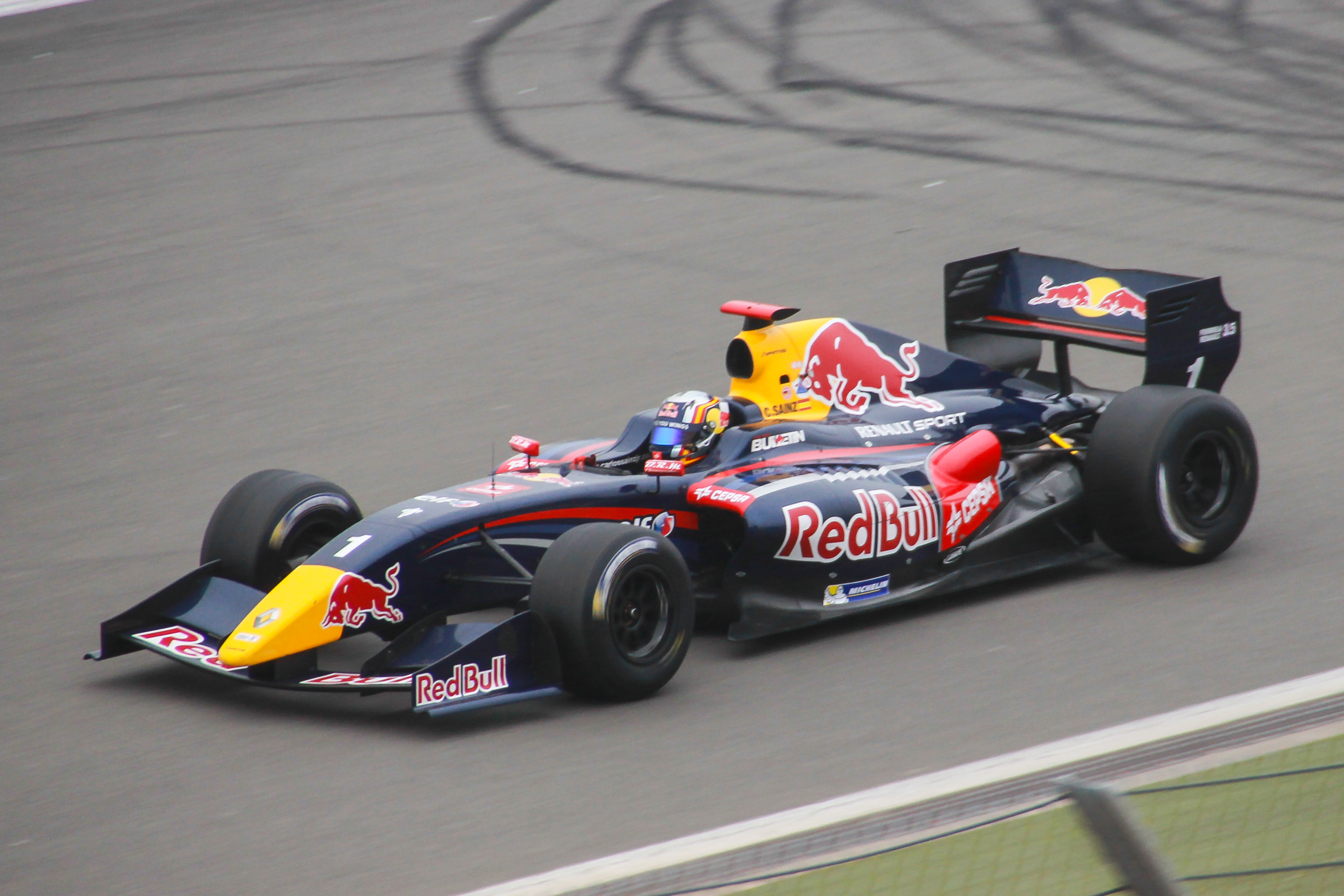
Carlos Sainz junior auf der Ehrenrunde des ersten Rennen der Formel Renault 3.5 auf dem Nürburgring 2014

2013 wechselte Sainz zu MW Arden in die GP3-Serie. Mit einem zweiten Platz als bestem Resultat schloss Sainz die Saison auf dem zehnten Platz in der Fahrerwertung ab, während sein Teamkollege Kwjat die Meisterschaft für sich entschied. Darüber hinaus kam er 2013 bei fünf Veranstaltungen der Formel Renault 3.5 für Zeta Corse zum Einsatz. Dabei waren zwei sechste Plätze seine besten Platzierungen. Er wurde 19. im Gesamtklassement. Außerdem absolvierte er zwei Gaststarts im MSV F3 Cup, einer britischen Amateurrennserie mit älteren Formel-3-Fahrzeugen, und kam dabei stets auf dem ersten Platz ins Ziel. 2014 absolvierte Sainz die gesamte Saison der Formel Renault 3.5. Er erhielt ein Cockpit bei DAMS, dem Meisterteam der Vorsaison. An den ersten beiden Rennwochenenden in Monza und Alcañiz gewann er je ein Rennen von der Pole-Position startend. Bei der vierten Veranstaltung in Spa-Francorchamps gelang es ihm, beide Läufe von der Pole-Position für sich zu entscheiden und in einem Rennen zudem die schnellste Rennrunde zu fahren. Auf dem Nürburgring gewann er ein weiteres Mal, in Le Castellet erreichte er erneut zwei Siege. Sainz gewann die Meisterschaft und setzte sich mit 229 zu 192 Punkten gegen Pierre Gasly, der wie Sainz von Red Bull gefördert wurde, durch. Intern schlug Sainz seinen Teamkollegen Norman Nato, der 89 Punkte erzielt hatte, deutlich.

### Formel 1 (seit 2015)

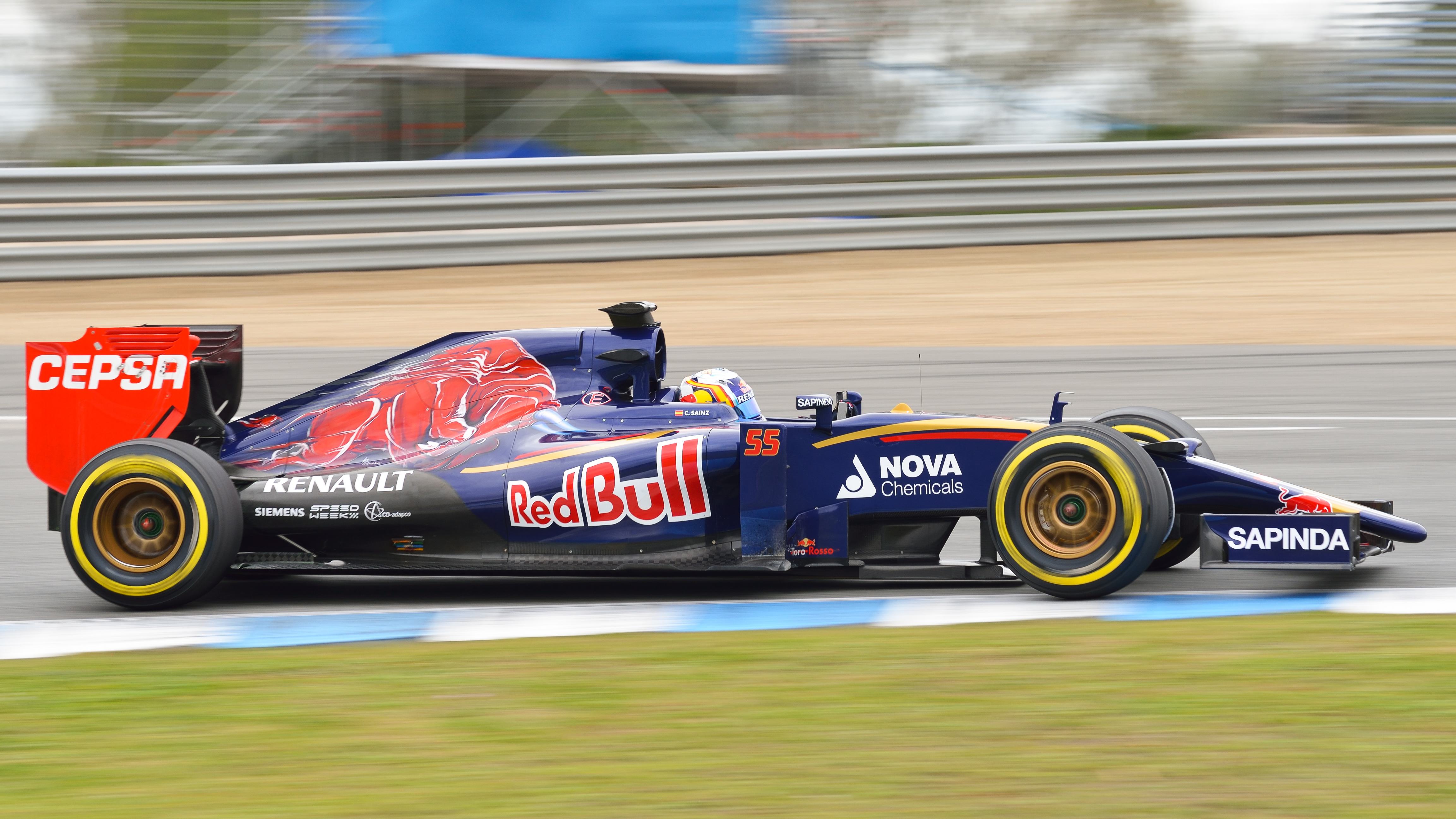
Carlos Sainz junior bei ersten Testfahrten in Jerez im Toro Rosso STR10

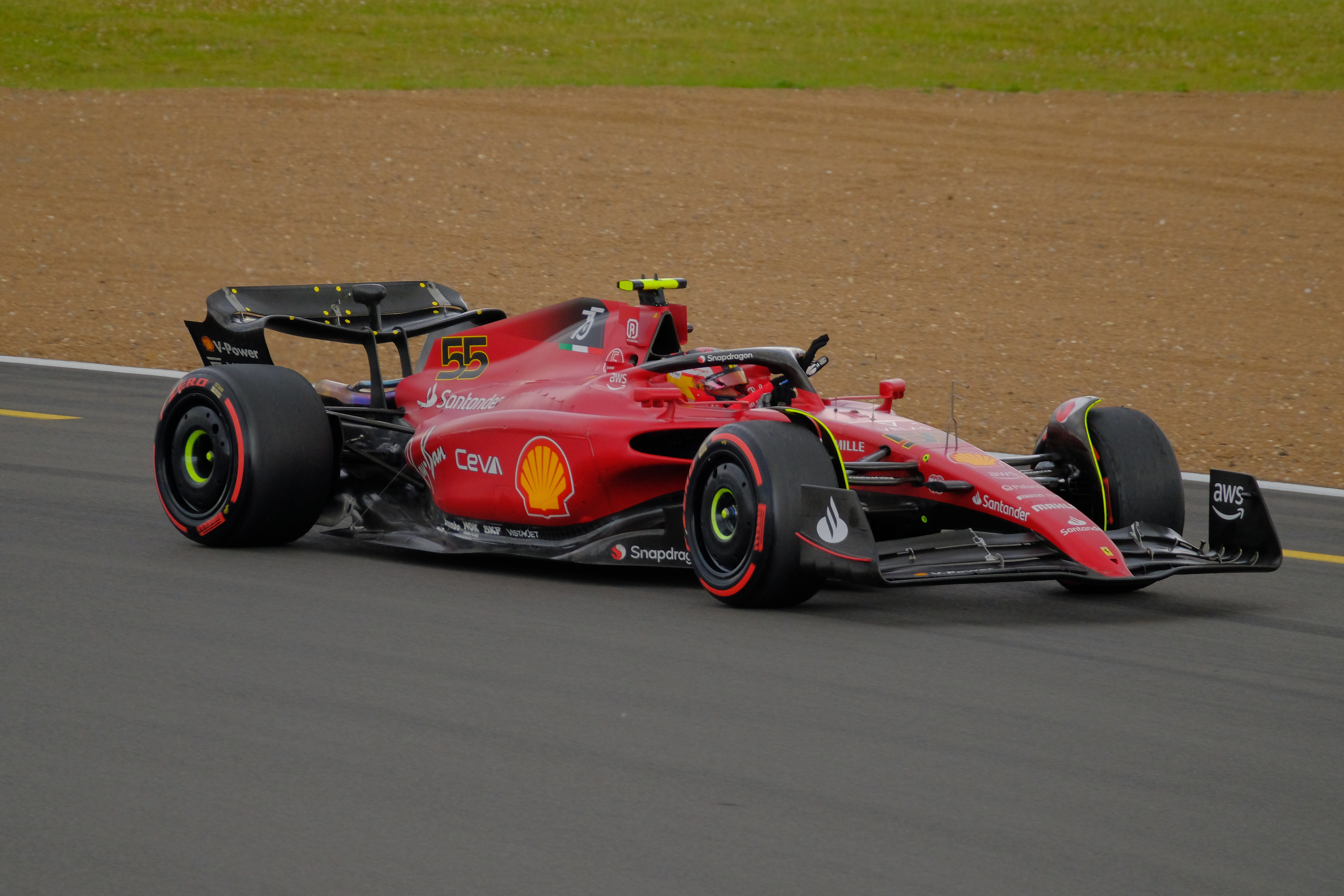
Carlos Sainz nach seinem ersten Formel-1-Sieg beim Großen Preis von Großbritannien 2022 im Ferrari F1-75

2015 erhielt Sainz bei der Scuderia Toro Rosso ein Formel-1-Cockpit. Er wählte die 55 als seine permanente Startnummer. Bereits beim Saisonauftakt in Australien erzielte er als Neunter erstmals Punkte. Im freien Training zum Großen Preis von Russland war Sainz in einen schweren Unfall involviert. Er kam von der Strecke ab und prallte mit hoher Geschwindigkeit gegen die Streckenbegrenzung. Sainz wurde vorsichtshalber ins Krankenhaus transportiert, überstand den Unfall jedoch unverletzt und trat zum Rennen am folgenden Tag an. Er schied dabei mit einem Bremsdefekt aus. Sainz’ bestes Ergebnis war ein siebter Platz beim Großen Preis der USA. Die Saison schloss er mit 18 Punkten auf dem 15. Platz in der Fahrerwertung ab. Damit unterlag er Max Verstappen, der als Zwölfter 49 Punkte einfuhr.
2016 blieb Sainz bei Toro Rosso. Sein Teamkollege Verstappen tauschte nach vier Rennen das Cockpit mit Daniil Wjatscheslawowitsch Kwjat bei Red Bull Racing. Sainz erreichte als beste Ergebnisse dreimal den sechsten Platz. Die Saison beendete er mit 46 Punkten auf dem zwölften Platz in der Fahrerwertung.
2017 bildeten Sainz und Kwjat zunächst erneut das Toro-Rosso-Fahrerduo. Beim Großen Preis von Singapur erreichte Sainz mit dem vierten Platz seine bis dahin beste Saisonplatzierung. Zum Großen Preis der USA wechselte Sainz zu Renault. Dabei gelang ihm mit dem siebten Platz auf Anhieb eine Punkteplatzierung. Die Saison beschloss er mit 54 Punkten auf dem neunten Platz in der Fahrerwertung.
2018 ging Sainz weiter für Renault an den Start. Am Ende Saison hatte er 53 Punkte, was den zehnten Platz in der Fahrerwertung bedeutete.
2019 wechselte Sainz zu McLaren. Beim Großen Preis von Brasilien kam er zunächst auf dem vierten Rang ins Ziel. Da der vor ihm platzierte Lewis Hamilton nachträglich eine Zeitstrafe erhielt, rückte Sainz auf den dritten Platz vor und erzielte damit seine erste Podestplatzierung. Am Saisonende belegte er den sechsten Platz in der Fahrerwertung mit 96 Punkten, was sein bestes Ergebnis in der Formel 1 ist.
2020 wurde im Mai bekannt, dass Sainz in der Saison 2021 und 2022 für Ferrari an den Start gehen wird, wo er die Nachfolge von Sebastian Vettel antritt. Er erhielt einen Zweijahresvertrag. Beim Großen Preis von Italien holte er als Zweiter sein zweites Podium. Er beendete die Saison auf dem sechsten Platz der Fahrerwertung mit 105 Punkten. Damit wiederholte er seine bisher beste Endplatzierung vom Vorjahr.
2022 gewann er in Großbritannien seinen ersten Grand-Prix, bei diesem Rennen startete er auch erstmals von der Pole-Position.
2023 gewann er in Singapur seinen zweiten Grand-Prix, wieder startete er von der Pole-Position aus. Es war das einzige Rennen der Saison, das nicht von Red Bull gewonnen wurde.
2024 gewann Sainz in Australien seinen dritten Grand-Prix, er startete bei diesem Rennen von Platz zwei. Zuvor wurde bekannt, dass Sainz das Team am Saisonende zugunsten von Lewis Hamilton verlassen muss. Nachdem Sainz zwischenzeitlich mit Engagements bei Mercedes oder dem zukünftigen Audi-Werksteam Sauber Motorsport in Verbindung gebracht wurde, verkündete Williams F1 im Anschluss an den Großen Preis von Belgien die Verpflichtung des Fahrers ab der Saison 2025 als Teamkollege von Alexander Albon und Nachfolger des US-Amerikaners Logan Sargeant, der jedoch Ende August von Williams entlassen und durch den Formel-2-Piloten Franco Colapinto ersetzt wurde.

## Statistik

### Karrierestationen
- 2005–2009: Kartsport
- 2010: Europäische Formel BMW (Platz 4)
- 2010: Britische Formel Renault, Winterserie (Platz 18)
- 2011: Formel Renault 2.0 Eurocup (Platz 2)
- 2011: Nordeuropäische Formel Renault (Meister)
- 2012: Europäische Formel 3 (Platz 5)
- 2012: Britische Formel 3 (Platz 6)
- 2012: Formel-3-Euroserie (Platz 9)
- 2013: GP3-Serie (Platz 10)
- 2013: Formel Renault 3.5 (Platz 19)
- 2013: Formel 1 (Testfahrer)
- 2014: Formel Renault 3.5 (Meister)
- 2014: Formel 1 (Testfahrer)
- 2015: Formel 1 (Platz 15)
- 2016: Formel 1 (Platz 12)
- 2017: Formel 1 (Platz 9)
- 2018: Formel 1 (Platz 10)
- 2019: Formel 1 (Platz 6)
- 2020: Formel 1 (Platz 6)
- 2021: Formel 1 (Platz 5)
- 2022: Formel 1 (Platz 5)
- 2023: Formel 1 (Platz 7)
- 2024: Formel 1 (Platz 5)

### Einzelergebnisse in der GP3-Serie
| Jahr | Team     | 1   | 2   | 3   | 4   | 5   | 6   | 7   | 8   | 9   | 10  | 11  | 12  | 13  | 14  | 15  | 16  | Punkte | Rang |
| ---- | -------- | --- | --- | --- | --- | --- | --- | --- | --- | --- | --- | --- | --- | --- | --- | --- | --- | ------ | ---- |
| 2013 | MW Arden | ESP | ESP | ESP | ESP | GBR | GBR | GER | GER | HUN | HUN | BEL | BEL | ITA | ITA | UAE | UAE | 66     | 10.  |
| 2013 | MW Arden | 15  | DSQ | 5   | 3   | 13  | 13  | 6   | 5   | 5   | 2   | DNF | 13  | 9   | 9   | DSQ | 18  | 66     | 10.  |

### Einzelergebnisse in der Formel Renault 3.5
| Jahr | Team       | 1   | 2   | 3   | 4   | 5   | 6   | 7   | 8   | 9   | 10  | 11  | 12  | 13  | 14  | 15  | 16  | 17  | Punkte | Rang |
| ---- | ---------- | --- | --- | --- | --- | --- | --- | --- | --- | --- | --- | --- | --- | --- | --- | --- | --- | --- | ------ | ---- |
| 2013 | Zeta Corse | MNZ | MNZ | ALC | ALC | MON | SPA | SPA | MOS | MOS | SPI | SPI | HUN | HUN | LEC | LEC | CAT | CAT | 22     | 19.  |
| 2013 | Zeta Corse |     |     |     |     | 6   | DNF | 18* |     |     |     |     | 7   | 22  | 16* | DNF | DNF | 6   | 22     | 19.  |
| 2014 | DAMS       | MNZ | MNZ | ALC | ALC | MON | SPA | SPA | MOS | MOS | NÜR | NÜR | HUN | HUN | LEC | LEC | JRZ | JRZ | 229    | 1.   |
| 2014 | DAMS       | 18  | 1   | 1   | 4   | 4   | 1   | 1   | 14  | 6   | 1   | DNF | 4   | 6   | 1   | 1   | 9   | 11  | 229    | 1.   |

### Statistik in der Formel-1-Weltmeisterschaft
Diese Statistik umfasst alle Teilnahmen des Fahrers an der Formel-1-Weltmeisterschaft.

#### Grand-Prix-Siege
- 2022:  Großbritannien (Silverstone)
- 2023:  Singapur (Singapur)
- 2024:  Australien (Melbourne)
- 2024:  Mexiko (Mexiko-Stadt)

#### Gesamtübersicht
(Stand: Großer Preis von Ungarn, 3. August 2025)
| Saison | Team                            | Chassis          | Motor                 | Rennen | Siege | Zweiter | Dritter | Poles | schn. Rennrunden | Punkte | Punkte | WM-Pos. |
| ------ | ------------------------------- | ---------------- | --------------------- | ------ | ----- | ------- | ------- | ----- | ---------------- | ------ | ------ | ------- |
| 2015   | Scuderia Toro Rosso             | Toro Rosso STR10 | Renault 1.6 V6 Turbo  | 19     | −     | −       | −       | −     | −                | 18     | 18     | 15.     |
| 2016   | Scuderia Toro Rosso             | Toro Rosso STR11 | Ferrari 1.6 V6 Turbo  | 21     | −     | −       | −       | −     | −                | 46     | 46     | 12.     |
| 2017   | Scuderia Toro Rosso             | Toro Rosso STR12 | Renault 1.6 V6 Turbo  | 16     | −     | −       | −       | −     | −                | 48     | 54     | 9.      |
| 2017   | Renault Sport F1 Team           | Renault R.S.17   | Renault 1.6 V6 Turbo  | 4      | −     | −       | −       | −     | −                | 6      | 54     | 9.      |
| 2018   | Renault Sport F1 Team           | Renault R.S.18   | Renault 1.6 V6 Turbo  | 21     | −     | −       | −       | −     | −                | 53     | 53     | 10.     |
| 2019   | McLaren F1 Team                 | McLaren MCL34    | Renault 1.6 V6 Turbo  | 21     | −     | −       | 1       | −     | −                | 96     | 96     | 6.      |
| 2020   | McLaren F1 Team                 | McLaren MCL35    | Renault 1.6 V6 Turbo  | 16     | −     | 1       | −       | −     | 1                | 105    | 105    | 6.      |
| 2021   | Scuderia Ferrari Mission Winnow | Ferrari SF21     | Ferrari 1.6 V6 Turbo  | 22     | −     | 1       | 3       | −     | −                | 164,5  | 164,5  | 5.      |
| 2022   | Scuderia Ferrari                | Ferrari F1-75    | Ferrari 1.6 V6 Turbo  | 22     | 1     | 3       | 5       | 3     | 2                | 246    | 246    | 5.      |
| 2023   | Scuderia Ferrari                | Ferrari SF-23    | Ferrari 1.6 V6 Turbo  | 21     | 1     | –       | 2       | 2     | –                | 200    | 200    | 7.      |
| 2024   | Scuderia Ferrari                | Ferrari SF-24    | Ferrari 1.6 V6 Turbo  | 23     | 2     | 2       | 5       | 1     | 1                | 290    | 290    | 5.      |
| 2025   | Atlassian Williams F1 Team      | Williams FW47    | Mercedes 1.6 V6 Turbo | 13     | –     | –       | –       | –     | –                | 16     | 16     | 16.     |
| Gesamt | Gesamt                          | Gesamt           | Gesamt                | 219    | 4     | 7       | 16      | 6     | 4                | 1288,5 | 1288,5 |         |

#### Einzelergebnisse
| Saison | 1   | 2   | 3    | 4  | 5  | 6   | 7   | 8   | 9   | 10   | 11 | 12   | 13  | 14  | 15  | 16  | 17   | 18  | 19  | 20   | 21 | 22  | 23 | 24 |
| ------ | --- | --- | ---- | -- | -- | --- | --- | --- | --- | ---- | -- | ---- | --- | --- | --- | --- | ---- | --- | --- | ---- | -- | --- | -- | -- |
| 2015   |     |     |      |    |    |     |     |     |     |      |    |      |     |     |     |     |      |     |     |      |    |     |    |    |
| 9      | 8   | 13  | DNF  | 9  | 10 | 12  | DNF | DNF | DNF | DNF  | 11 | 9    | 10  | DNF | 7   | 13  | DNF  | 11  |     |      |    |     |    |    |
| 2016   |     |     |      |    |    |     |     |     |     |      |    |      |     |     |     |     |      |     |     |      |    |     |    |    |
| 9      | DNF | 9   | 12   | 6  | 8  | 9   | DNF | 8   | 8   | 8    | 14 | DNF  | 15  | 14  | 11  | 17  | 6    | 16  | 6   | DNF  |    |     |    |    |
| 2017   |     |     |      |    |    |     |     |     |     |      |    |      |     |     |     |     |      |     |     |      |    |     |    |    |
| 8      | 7   | DNF | 10   | 7  | 6  | DNF | 8   | DNF | DNF | 7    | 10 | 14   | 4   | DNF | DNF | 7   | DNF  | 11  | DNF |      |    |     |    |    |
| 2018   |     |     |      |    |    |     |     |     |     |      |    |      |     |     |     |     |      |     |     |      |    |     |    |    |
| 10     | 11  | 9   | 5    | 7  | 10 | 8   | 8   | 12  | DNF | 12   | 9  | 11   | 8   | 8   | 17  | 10  | 7    | DNF | 12  | 6    |    |     |    |    |
| 2019   |     |     |      |    |    |     |     |     |     |      |    |      |     |     |     |     |      |     |     |      |    |     |    |    |
| DNF    | 19* | 14  | 7    | 8  | 6  | 11  | 6   | 8   | 6   | 5    | 5  | DNF  | DNF | 12  | 6   | 5   | 13   | 8   | 3   | 10   |    |     |    |    |
| 2020   |     |     |      |    |    |     |     |     |     |      |    |      |     |     |     |     |      |     |     |      |    |     |    |    |
| 5      | 9   | 9   | 13   | 13 | 6  | DNS | 2   | DNF | DNF | 5    | 6  | 7    | 5   | 5   | 4   | 6   |      |     |     |      |    |     |    |    |
| 2021   |     |     |      |    |    |     |     |     |     |      |    |      |     |     |     |     |      |     |     |      |    |     |    |    |
| 8      | 5   | 11  | 7    | 2  | 8  | 11  | 6   | 5   | 6   | 3    | 10 | 7    | 6   | 3   | 8   | 7   | 6    | 63  | 7   | 8    | 3  |     |    |    |
| 2022   |     |     |      |    |    |     |     |     |     |      |    |      |     |     |     |     |      |     |     |      |    |     |    |    |
| 2      | 3   | DNF | DNF4 | 3  | 4  | 2   | DNF | 2   | 1   | DNF3 | 5  | 4    | 3   | 8   | 4   | 3   | DNF  | DNF | 5   | 32   | 4  |     |    |    |
| 2023   |     |     |      |    |    |     |     |     |     |      |    |      |     |     |     |     |      |     |     |      |    |     |    |    |
| 4      | 6   | 12  | 5    | 5  | C  | 8   | 5   | 5   | 63  | 10   | 8  | DNF4 | 5   | 3   | 1   | 6   | DNS6 | 36  | 4   | 68   | 6  | 18* |    |    |
| 2024   |     |     |      |    |    |     |     |     |     |      |    |      |     |     |     |     |      |     |     |      |    |     |    |    |
| 3      | PO  | 1   | 3    | 5  | 5  | 5   | 3   | DNF | 6   | 35   | 5  | 6    | 6   | 5   | 4   | 17* | 7    | 2   | 1   | DNF5 | 3  | 64  | 2  |    |
| 2025   |     |     |      |    |    |     |     |     |     |      |    |      |     |     |     |     |      |     |     |      |    |     |    |    |
| DNF    | 10  | 14  | DNF  | 8  | 9  | 8   | 10  | 14  | 10  | DNS  | 12 | 186  | 14  |     |     |     |      |     |     |      |    |     |    |    |

| Legende  | Legende            | Legende                                                          |
| Farbe    | Abkürzung          | Bedeutung                                                        |
| -------- | ------------------ | ---------------------------------------------------------------- |
| Gold     | –                  | Sieg                                                             |
| Silber   | –                  | 2. Platz                                                         |
| Bronze   | –                  | 3. Platz                                                         |
| Grün     | –                  | Platzierung in den Punkten                                       |
| Blau     | –                  | Klassifiziert außerhalb der Punkteränge                          |
| Violett  | DNF                | Rennen nicht beendet (did not finish)                            |
| Violett  | NC                 | nicht klassifiziert (not classified)                             |
| Rot      | DNQ                | nicht qualifiziert (did not qualify)                             |
| Rot      | DNPQ               | in Vorqualifikation gescheitert (did not pre-qualify)            |
| Schwarz  | DSQ                | disqualifiziert (disqualified)                                   |
| Weiß     | DNS                | nicht am Start (did not start)                                   |
| Weiß     | WD                 | zurückgezogen (withdrawn)                                        |
| Hellblau | PO                 | nur am Training teilgenommen (practiced only)                    |
| Hellblau | TD                 | Freitags-Testfahrer (test driver)                                |
| ohne     | DNP                | nicht am Training teilgenommen (did not practice)                |
| ohne     | INJ                | verletzt oder krank (injured)                                    |
| ohne     | EX                 | ausgeschlossen (excluded)                                        |
| ohne     | DNA                | nicht erschienen (did not arrive)                                |
| ohne     | C                  | Rennen abgesagt (cancelled)                                      |
| ohne     | keine WM-Teilnahme |                                                                  |
| sonstige | P/fett             | Pole-Position                                                    |
| sonstige | 1/2/3/4/5/6/7/8    | Punktplatzierung im Sprint-/Qualifikationsrennen                 |
| sonstige | SR/kursiv          | Schnellste Rennrunde                                             |
| sonstige | *                  | nicht im Ziel, aufgrund der zurückgelegten Distanz aber gewertet |
| sonstige | ()                 | Streichresultate                                                 |
| sonstige | unterstrichen      | Führender in der Gesamtwertung                                   |